# Explorer of the Seas
Explorer of the Seas («Исследователь морей») — второе из пяти круизных судов класса Voyager. Было построено на верфи Kvaerner Masa Yards в Турку (Финляндия) по заказу американской компании Royal Caribbean International. Спущено на воду в 2000 году.
По техническим характеристикам Explorer — аналог Voyager of the Seas, первого судна этого класса, но отличается тем, что на нём размещены атмосферная и океанографическая лаборатории. Судно способно принять до 3100 пассажиров, включая использующих лаборатории учёных из Rosenstiel School of Marine and Atmospheric Science Университета Майами.